# Henryk Pękala

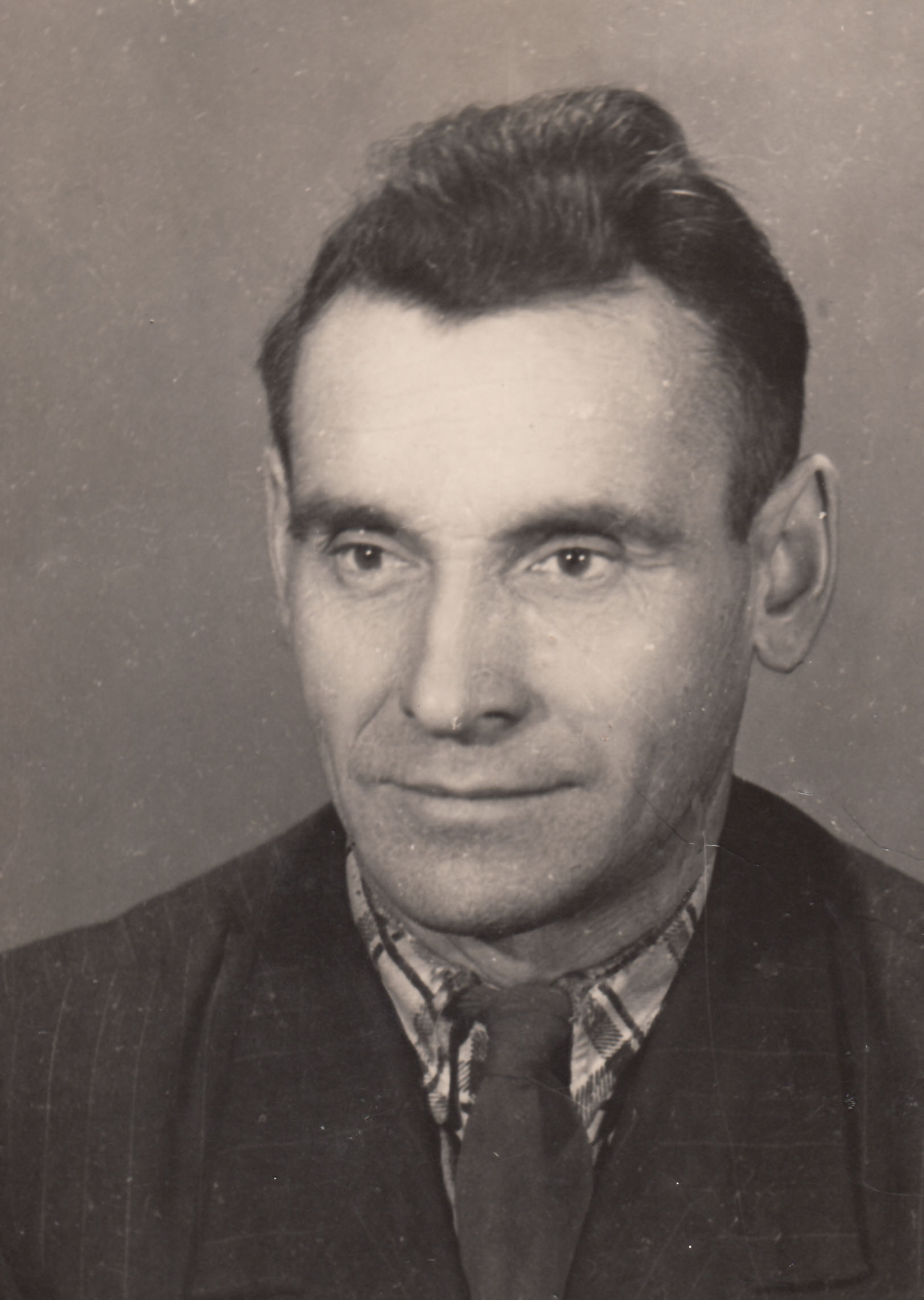
Henryk Pękala

Henryk Pękala (ur. 6 marca 1915 w Brzozowej Gaci k. Kurowa na Lubelszczyźnie, zm. 17 października 2005 roku we Wrocławiu) – polski grafik.
Najstarszy członek Grupy „RYS”. W 1945 roku przeniósł się do Wrocławia i tu zamieszkał na stałe. Z zawodu był szklarzem i piecowym. Przez wiele lat zatrudniony był w Pafawagu i Dolnośląskich Zakładach Gazownictwa we Wrocławiu. W 1965 roku przeszedł na emeryturę. Poświęcił się wówczas sztuce wypowiadając się w malarstwie, grafice i tkaninie artystycznej. Popularność zdobył dzięki akwareli, w których używając delikatnego rysunku tworzył intymne i bezpretensjonalne prace przepełnione ciszą. Prace wystawiał w Pradze (1968), Dreźnie (1971), Frankfurcie (1972), Miszkolcu (1972) oraz ponad trzydziestu wystawach we Wrocławiu, Katowicach, Krakowie, Poznaniu i Warszawie. Był członkiem Stowarzyszenia Twórców Nieprofesjonalnych we Wrocławiu.